# Mögelticka
Mögelticka (Fibroporia vaillantii) är en svampart som först beskrevs av Augustin Pyrame de Candolle, och fick sitt nu gällande namn av Erast Parmasto 1968. Enligt Catalogue of Life ingår Mögelticka i släktet Fibroporia,  och familjen Fomitopsidaceae, men enligt Dyntaxa är tillhörigheten istället släktet Fibroporia,  och familjen Meripilaceae. Arten är reproducerande i Sverige. Inga underarter finns listade i Catalogue of Life.